# 庫普林斯科耶湖
54°48′30″N 31°40′35″E / 54.80833°N 31.67639°E
庫普林斯科耶湖（俄语：Купринское），是俄羅斯的湖泊，位於該國西部斯摩棱斯克州，由斯莫倫斯基區負責管轄，長10公里、寬1.3公里，海拔高度164.7米，最大水深2.5米。